# Kim Chung, Hồng Kông

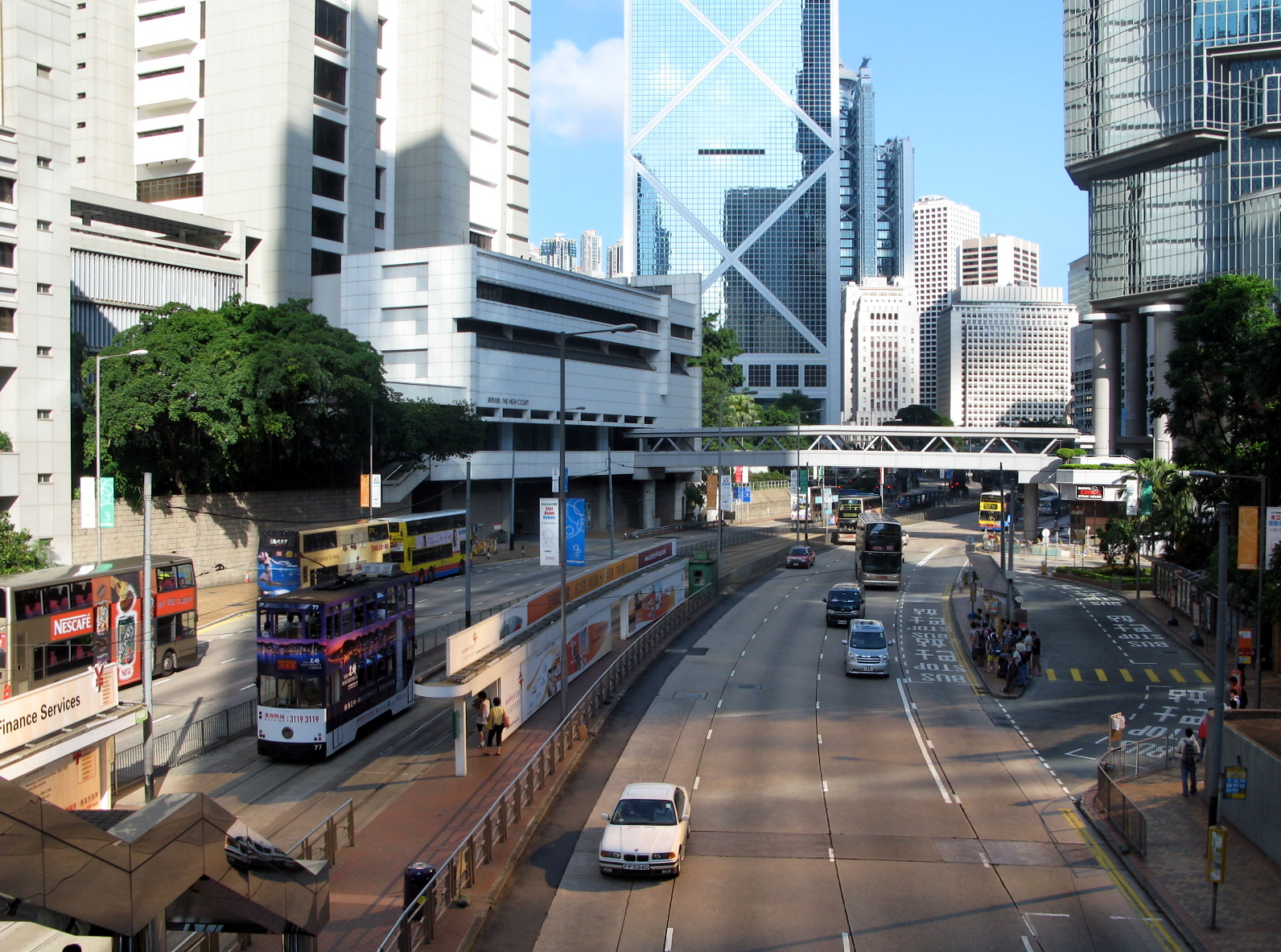
Giao thông trên đường Nữ hoàng ở Kim Chung, nhìn về phía tây về phía Trung Hoàn.

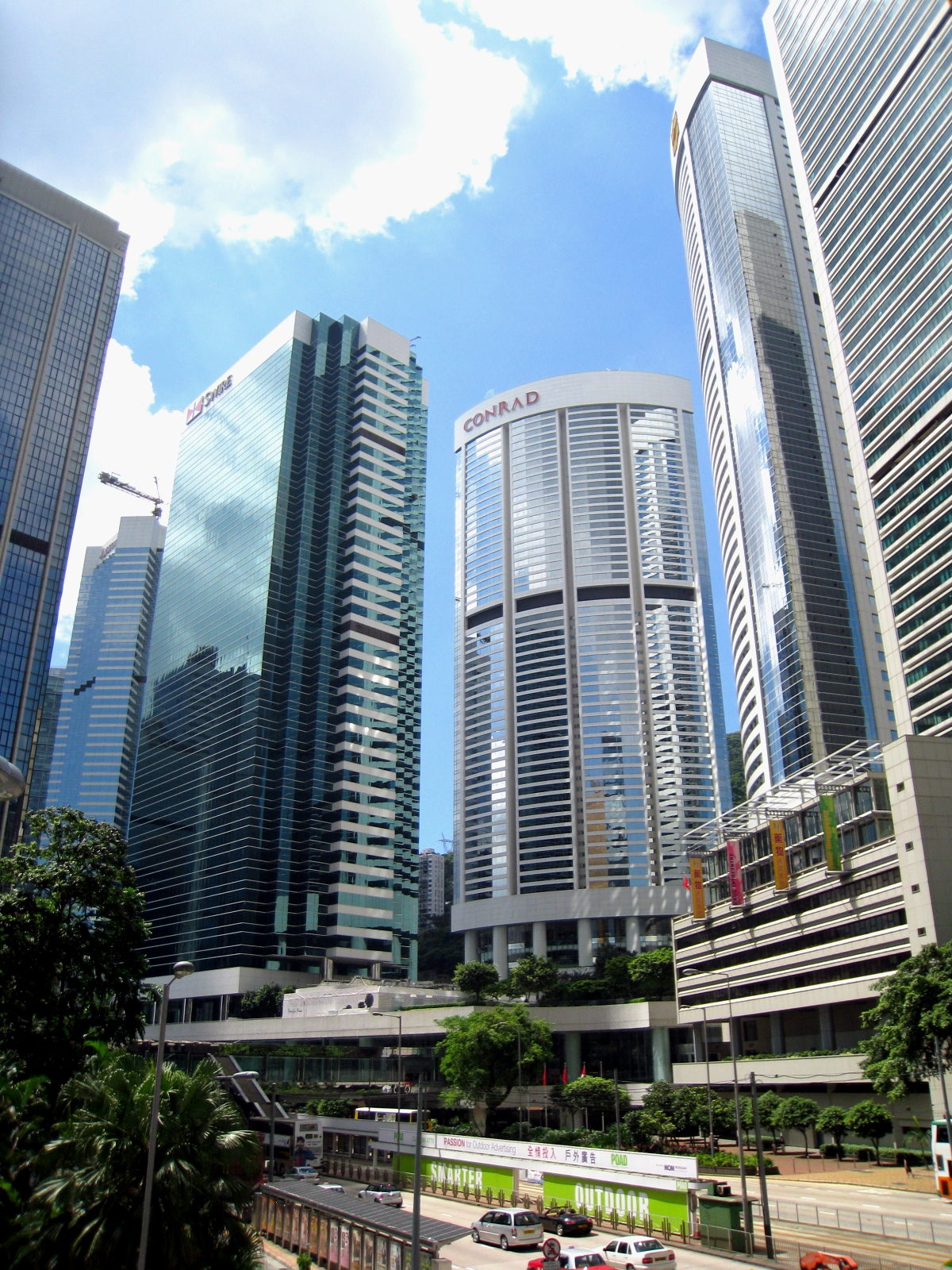
Quang cảnh của Pacific Place trên đường cao tốc.

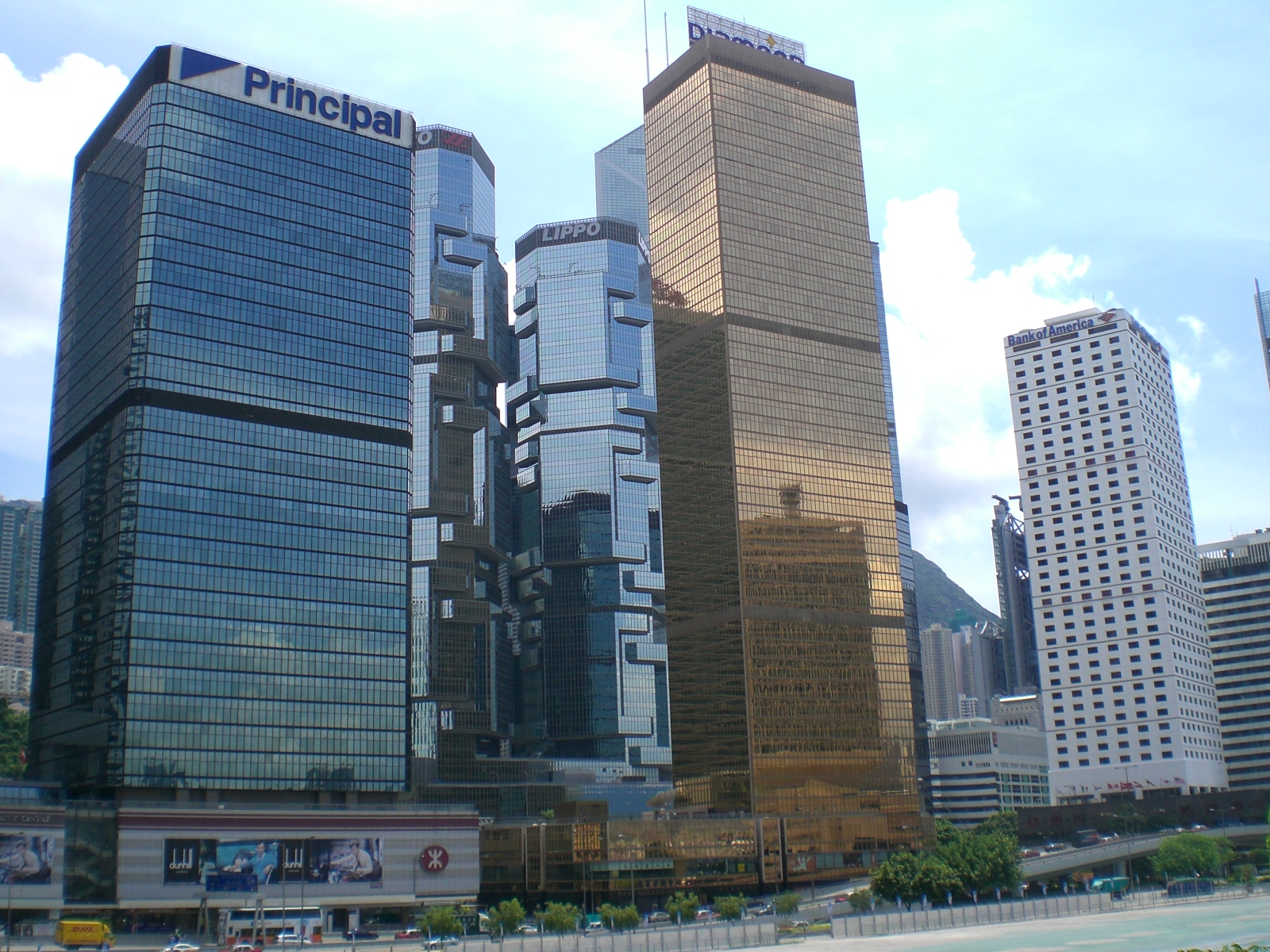
Từ trái sang phải: Admiralty Centre trên trạm Kim Chung, Trung tâm Lippo, Trung tâm Tài chính Viễn Đông và Tháp Bank of America, nhìn qua đường Hạ Xác.

Kim Chung (phồn thể: 金鐘; tiếng Anh: Admiralty) là phần mở rộng về phía đông của khu thương mại trung tâm (liền kề, nhưng tách biệt với Trung Hoàn) trên đảo Hồng Kông của Hồng Kông. Kim Chung nằm ở cuối phía đông của quận quận Trung Tây, giáp với Loan Tể ở phía đông và cảng Victoria ở phía bắc.
Tên Kim Chung đề cập đến bến tàu cũ trong khu vực đặt một xưởng đóng tàu hải quân. Bến tàu sau đó đã bị phá hủy khi đất được khai hoang và phát triển về phía bắc với tư cách là căn cứ hải quân HMS Tamar. Tên tiếng Trung (金鐘) có nghĩa là "chuông vàng", dùng để chỉ một cái chuông màu vàng kim được sử dụng để chấm công tại doanh trại Wellington.

## Lịch sử
Khu vực này được phát triển thành một khu vực quân sự của quân đội Anh trong thế kỷ 19. Họ đã xây dựng các doanh trại Wellington, doanh trại Murray, doanh trại Victoria và bến tàu Kim Chung tại địa điểm này. Sau quá trình đô thị hóa bờ biển phía bắc của đảo Hồng Kông, khu vực quân sự đã chia tách khu vực đô thị. Chính phủ Hồng Kông đã cố gắng nhiều lần để lấy đất từ quân đội Anh để kết nối hai khu vực đô thị, nhưng quân đội đã từ chối. Mãi đến những năm 1970, vùng đất dần được trả lại cho chính phủ và đổi thành các tòa nhà thương mại và vườn.
Trạm Kim Chung thuộc MTR được xây dựng trên địa điểm cũ của các xưởng đóng tàu Hồng Kông được xây dựng vào năm 1878 và bị phá hủy vào những năm 1970. Sau khi hoàn thành, khu vực này ngày càng được gọi là Kim Chung, thay vì Trung Hoàn.
Trong các cuộc biểu tình ở Hồng Kông năm 2014 (còn gọi là "Cách mạng ô dù"), các vùng đất rộng lớn của khu vực đã bị chiếm đóng bởi những người biểu tình, nơi đây được gọi là quảng trường ô dù.
Kim Chung cũng là một tâm điểm trong các cuộc biểu tình luật dẫn độ Hồng Kông năm 2019: Hai triệu người đã tuần hành vào ngày 16 tháng 6 năm 2019 chống lại dự luật dẫn độ.

## Đặc điểm
Các tòa nhà ở Kim Chung bao gồm chủ yếu là các tòa nhà văn phòng, tòa nhà chính phủ, trung tâm mua sắm và khách sạn. Ngoài ra còn có một số công viên trong khu vực: Công viên Hồng Kông, Công viên Thiêm Mã và Vườn Hạ Xác.
Sự phát triển chính của khu vực này trong những năm gần đây là sự phát triển của khu vực tam thành Khu liên hợp chính phủ trung ương, bắt đầu hoạt động vào năm 2011. Đối diện với cảng Victoria, khu phức hợp có văn phòng Đặc khu trưởng, tổ hợp Hội đồng Lập pháp và căn phòng Chính phủ trung ương.

## Giao thông vận tải
Đường Nữ hoàng và Hạ Xác là những con đường chính trong khu vực. Cả hai con đường chạy từ tây sang đông và kết nối Trung Hoàn với Loan Tể. Các đường phố khác bao gồm phố Lạc Lễ và đại lộ Thiêm Mĩ. Xe điện đang chạy ngang qua Kim Chung dọc theo đường cao tốc. Hầu hết các tòa nhà của khu vực được kết nối thông qua đường đi bộ trên cao Trung Hoàn, một mạng lưới cầu bộ hành rộng lớn kéo dài đến phía tây của Trung Hoàn.
Khu vực này được phục vụ bởi các trạm và ga Kim Chung MTR. Đây là một trạm trao đổi giữa Island Line, Tsuen Wan Line và South Island Line. Nó được lên kế hoạch để trở thành bến cuối của Sha Tin tương lai đến Central Link. Nút giao thông công cộng Kim Chung (Đông), một bến xe buýt lớn, nằm phía trên nhà ga.

## Kinh tế
Các tập đoàn lớn có trụ sở tại Kim Chung bao gồm:
- Everbright International, tại trung tâm tài chính Viễn Đông [zh; zh-yue].[3]